# Joey Ramone
Joey Ramone (New York, 1951. május 19. – New York, 2001. április 15.) eredeti nevén Jeffrey Ross Hyman a legendás hírű punk-rock Ramones énekese és dalszövegírója. Ő és a zenekar gitárosa, Johnny Ramone kezdetektől tagjai az együttesnek az 1996-os visszavonulásukig.
Joey 201 cm magas volt, hosszú fekete haja majdnem teljesen elfedte arcát. OCD-ben, Obszesszív-kompulzív megbetegedésben szenvedett, ami miatt gyakori kórházi ellátásra szorult. Marfan-szindrómája miatt termete esetlen és sovány volt.

## Biográfia

### Korai évek
Joey Forrest Hillben, Queensben nőtt fel. Ő és a zenekar későbbi tagjai a Forrest Hill High Schoolba jártak.
Szülei elváltak, Édesanyja Charlotte Lesher (1926-2007) bátorította a zenei érdeklődést nála és testvérénél Mitchellnél is.
13 évesen kezdett dobolni és egész tinédzserkorában játszott. Eredetileg ő volt a dobosa a Ramones-nak, és Dee Dee az énekes. Később Dee Dee alkalmatlannak bizonyult a feladatra, így Tommy Ramone tanácsára Joey lett az énekes.

### Ramones
Joey volt a zenekar "szíve és lelke" , kedvenc dalai a repertoárból a balladák és a szerelmes dalok voltak. C.J. Ramone a "zenekar hippijének" nevezte.
Joey évekig nem beszélt a zenekar gitárosával, Johnny Ramone-nal. Az ellenségeskedés akkor kezdődött, amikor Johnny "ellopta" Joey barátnőjét, Lindát, akit később feleségül is vett. Johnny ezt az ellenségeskedést fejtegeti az End of the Century: The Story of The Ramones-ban. A film azt állítja, hogy ez a szerelmi háromszög sarkallta arra Joey-t, hogy megírja a The KKK Took My Baby Away című számot a Pleasant Dreams albumra. Politikai nézeteik is nagyon különbözőek voltak, Joey liberális, míg Johnny konzervatív volt. A páros sosem tudta igazán feloldani a különbségeiket.

### Más projektek
1985-ben Joey belépett Little Steven Van Zandt's zeneipari aktivista csoportba az Artis United Against Apartheid-be (Művészek Egyesülete a Fajüldözés Ellen). Joey és 49 másik híres művész és zenekar mint a U2, Bob Dylan és Run DMC együttműködtek a Sun City című dalban.
1994-ben létrehozta a Sibling Rivalry-t testvérével, Mickey Leigh-el. Egy kiadásuk volt, az In a Family Way EP.
Joey feltűnt Helen Love Love And Glitter, Hot Days And Music albumán, ő énekelte a Punk Boy című számot. Helen viszonozta a szívességet és Joey egyik dalán, a Mr. Punchy-n ő énekelt.
Joey írta részben és ő vette fel a "Meatball Sandwick" című számot a Youth Gone Mad-del. Egy rövid ideig a halála előtt ő volt a menedzsere és producere a The Independents zenekarnak.
Az utolsó hangfelvétele, mint énekes a Blacfire One Nation Under albumán volt. Két számban, a "What Do You See?" és a "Lying To Myself" vokálozott. A CD-t 2002-ben adták ki és ugyanebben az évben elnyerte a Native American Music Awardon az év legjobb pop/rock lemezének járó díjat.

### Halála
Joey Ramone limfómában halt meg 2001. április 15-én New Yorkban négyévnyi küzdelem után. A 90-es évek közepétől egy New York-i rákklinikán kezelték, amely erre a betegségre specializálódott.
Mikor meghalt, épp a U2 "In A Little While" című számát hallgatta.
Szólóalbuma, a Don't Worry About Me a halála után, 2002-ben jelent meg, és tartalmazza a What A Wonderful World című Louis Armstrong-feldolgozást.
Az MTV News azt mondta: "Fekete bőrdzsekijével, vállig érő hajával, feltépett farmerjával, váltakozó morgó, dúdoló és csukló énekével Joey volt a punk keresztapja."
2003. november 30-án egy blokkot az East 2nd Street-en New Yorkban hivatalosan átneveztek Joey Ramone Place-nek. Ez az a blokk, ahol Joey egyszerre élt a zenekar másik tagjával, Dee Dee-vel, és közelében található a CBGB is, ahonnan a Ramones indult. Joey születésnapját minden évben megünnepelik az éjszakai rock'n'roll klubokban New Yorkban. Lyndhurstban temették el a Hillside Cemetery-ben.

## Énekstílus
Bemondásai, csuklásai, morgása, dúdolása és fiatalos hangja tette őt a punk rock egyik legfelismerhetőbb hangjává. Az Allmusic.com írta: "Joey mekegése volt a punk rock hangja Amerikában." Ahogy az énekhangja érett és mélyült úgy a Ramones dalok szövege is, így észrevehető a különbség Joey éretlen és kezdő melodikus dalai közt. A Somebody Put Something In My Drink és a Mama's Boy című számok jól mutatják ezt.

## Diszkográfia

### Ramones

#### Stúdió albumok
- Ramones (1976)
- Leave Home (1977)
- Rocket to Russia (1977)
- Road To Ruin (1978)
- End Of The Century (1980)
- Pleasant Dreams (1981)
- Subterranean Jungle (1983)
- Too Tough to Die (1984)
- Animal Boy (1986)
- Halfway to Sanity (1987)
- Brain Drain (1989)
- Mondo Bizarro (1992)
- Acid Eaters (1993)
- Adios Amigos! (1995)

### Solo
- Don't Worry About Me (2002)
- "...ya know?" (2012)

### EP
- In A Family Way – Sibling Rivalry (1994)
- Ramones: Leathers from New York – The Ramones and Joey Ramone (solo) (1997)
- Christmas Spirit…In My House (2002)

### Singles
- I Got You Babe – (1982) ( A duet with Holly Beth Vincent)
- Merry Christmas (I Don't Want to Fight Tonight) – (2001)
- What a Wonderful World – (2002)
- „Rock And Roll Is The Answer” / „There’s Got To Be More To Life” (2012)

## Fordítás
- Ez a szócikk részben vagy egészben  a   Joey_Ramone című angol Wikipédia-szócikk fordításán alapul.  Az eredeti cikk szerkesztőit annak laptörténete sorolja fel. Ez a jelzés csupán a megfogalmazás eredetét és a szerzői jogokat jelzi, nem szolgál a cikkben szereplő információk forrásmegjelöléseként.

## Külső hivatkozások
- Hivatalos oldal
- Joey Ramone a Facebookon
- Joey Ramone az Internet Movie Database-ben (angolul)
- Joey Ramone a Rotten Tomatoeson (angolul)
- hivatalos Joey Ramone weboldal
- Monte A. Melnick Ramones Tour Manager „On The Road With The Ramones”
- Ramones.lap.hu - linkgyűjtemény